# Telófase
A telófase é a fase mitótica em que os cromossomos começam a se desespiralizar. A carioteca ou invólucro núclear reconstroi-se, os cromossomas reúnem-se nos polos do fuso, os microtúbulos cinetocorianos desaparecem e o nucléolo reaparece. Há a formação de duas células diploides (2n) e ocorre a citocinese. De seguida, as duas células entram em estado de interfase.
Nessa fase, os cromossomos já situados nos pólos celulares, descondensam-se. A carioteca reorganiza-se em torno de cada conjunto cromossômico, o que determina formação de dois novos núcleos, um em cada pólo da célula. Os nucléolos também se reconstituem.

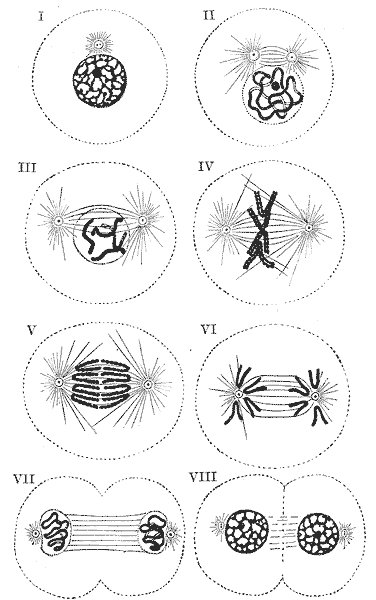
Ciclo Celular em etapas. Telófase- Etapa VIII

A telófase, portanto, abrange uma série de eventos opostos àqueles que ocorreram no início da divisão. No final da telófase, completa-se a cariocinese, isto é, a divisão nuclear com a consequente formação de dois novos núcleos. Após a cariocinese, inicia-se a citocinese, ou seja, a separação do citoplasma em duas regiões, o que acarreta a formação de duas novas células-filhas.
Nas células animais verifica-se uma citocinese centrípeta, uma vez que a membrana plasmática invagina-se, determinando uma divisão celular de "fora para dentro", por estrangulamento.
Nas células vegetais ocorre a citocinese centrífuga, de "dentro para fora". Nesse caso, o complexo de Golgi origina microvesículas que se depositam na região central do citoplasma e se organizam do centro para a periferia celular, formando uma placa denominada fragmoplasto. A fusão das vesículas do fragmoplasto determina a formação de uma membrana fina e elástica, constituída de pectatos de cálcio e magnésio, denominada lamela média. Ao redor da lamela média ocorre uma deposição de celulose, formadora das paredes celulares que acabam delimitando as duas novas células.